# ويندوز 95
ويندوز 95 (بالإنجليزية: Windows 95)‏ هو نظام تشغيل موجهة نحو المستهلك يعتمد على واجهة المستخدم الرسومية. أطلقته مايكروسوفت في 24 أغسطس 1995، وكان تطوراً هاماً عن منتجات الشركة السابقة. خلال تطويره كان يشار إليه بويندوز 4.0 أو داخلياً بالاسم الكودي شيكاغو.
يتميز ويندوز 95 باحتوائه على تحسينات هامة لم تكن موجودة في نسخة ويندوز السابقة له، ويندوز 3.1، مثل واجهة المستخدم الرسومية التي بشكلها وتركيبها البسيط ما زالت تستخدم في النسخ اللاحقة من ويندوز مثل ويندوز فيستا. كان هناك تغييرات كبيرة في عمل النظام نفسه، مثل دعمه لأسماء الملفات ذات 255 حرف مختلطة الحالة. على حين أن نسخ ويندوز السابقة له كانت تحتاج إلى نظام تشغيل إم إس دوس (الذي كان متاحاً بصورة منفصلة)، ويندوز 95 هو نظام تشغيل موحد، الأمر الذي كان تغيراً هاماً في التسويق.